# Agnieszka Monasterska
Agnieszka Anna Monasterska – polska śpiewaczka i pedagog.
Absolwentka Akademii Muzycznej w Krakowie (klasa śpiewu prof. Barbary Walczyńskiej, dyplom z wyróżnieniem). Wykonuje głównie dzieła oratoryjne i pieśni. W 1986 związała się z zespołem Capella Cracoviensis. Jest pedagogiem na Akademii Muzycznej w Krakowie. W latach 2006–2012 Kierownik Katedry Wokalistyki, 2012-2020 Dziekan Wydziału Wokalno-Aktorskiego, od 2020 prodziekan tego wydziału. Profesor sztuk muzycznych (2011). W 2018 otrzymała Srebrny Krzyż Zasługi.